# Prowincja Suk Ahras
Prowincja Suk Ahras (arab. ولاية سوق أهراس) – jedna z 48 prowincji Algierii, znajdująca się w północno-wschodniej części kraju.